# Ignacy Ludwik Pawłowski
Ignacy Ludwik Pawłowski (Kam"janec'-Podil's'kyj, 4 febbraio 1776 – San Pietroburgo, 20 giugno 1842) è stato un arcivescovo cattolico polacco.

## Biografia
Ordinato prete nel 1800, fu segretario di Jan Dembowski, vescovo di Kamieniec, e canonico cattedrale dal 1803.
Il 23 giugno 1828 la Santa Sede approvò la sua nomina a vescovo ausiliare di Kamieniec e lo elesse vescovo di Megara in partibus.
Dal 1832 al 1842 fu rettore dell'Accademia imperiale di teologia di San Pietroburgo. 
Le autorità zariste lo scelsero come arcivescovo metropolita di Mahilëŭ e primate cattolico di Russia nel 1839, ma la Santa Sede confermò la nomina solo nel 1841. Morì nel 1842.

## Genealogia episcopale e successione apostolica
La genealogia episcopale è:
- Cardinale Scipione Rebiba
- Cardinale Giulio Antonio Santori
- Cardinale Girolamo Bernerio, O.P.
- Vescovo Claudio Rangoni
- Arcivescovo Wawrzyniec Gembicki
- Arcivescovo Jan Wężyk
- Vescovo Piotr Gembicki
- Vescovo Jan Gembicki
- Vescovo Bonawentura Madaliński
- Vescovo Jan Małachowski
- Arcivescovo Stanisław Szembek
- Vescovo Felicjan Konstanty Szaniawski
- Vescovo Andrzej Stanisław Załuski
- Arcivescovo Adam Ignacy Komorowski
- Arcivescovo Władysław Aleksander Łubieński
- Vescovo Andrzej Stanisław Młodziejowski
- Arcivescovo Kasper Kazimierz Cieciszowski
- Vescovo Franciszek Borgiasz Mackiewicz
- Vescovo Michał Piwnicki
- Arcivescovo Ignacy Ludwik Pawlowski

La successione apostolica è:
- Arcivescovo Kazimierz Roch Dmochowski (1841)
- Vescovo Jan Kajetan Cywiński (1841)